# Cornelia de questoribus
Cornelia de questoribus va ser una llei romana establerta pel dictador Luci Corneli Sul·la cap a l'any 673 de la fundació de Roma (80 aC) que va crear una vintena de nous qüestors per ocupar-se dels judicis considerats de menor quantia que així alleugerien les tasques del Senat Romà.